# Complot de l'œillet
 (août 2014).
Le complot de l'œillet est une tentative de libération de la reine Marie-Antoinette d'Autriche alors enfermée à la Conciergerie.
L’événement inspirera à Alexandre Dumas Le Chevalier de Maison-Rouge, paru en 1846.

## 28 août 1793
Mercredi 28 août 1793, Jean-Baptiste Michonis pénètre dans la cellule de Marie-Antoinette en compagnie d'un homme âgé d'environ 35 ans, de petite taille. Au revers de son habit rayé, l'homme arbore deux magnifiques œillets. Aussitôt, la reine reconnaît le chevalier Alexandre Gonsse de Rougeville, qui lors de la journée du 20 juin 1792, l'a défendue de la populace. Le chevalier de Rougeville — dont Alexandre Dumas fera son chevalier de la Maison-Rouge — s'incline devant la reine, et comme par distraction, laisse tomber ses deux œillets, qui contiennent des messages roulés dans les pétales, le chevalier, accompagné de Michonis, repart.
Marie-Antoinette peut y lire ces mots : « J'ai des hommes et de l'argent ». Elle répond avec la pointe d'une épingle sur un papier : « Je suis gardée à vue, je ne parle à personne, je me fie à vous, je viendrai ».
Un quart d'heure plus tard, le chevalier de Rougeville revient avec Jean-Baptiste Michonis. Une conversation s'engage. Le chevalier l'informe qu'il reviendra le surlendemain et qu'il apportera l'argent nécessaire pour acheter ses gardiens. Il semble que Marie-Antoinette s'emploie dès lors à acheter la complicité du gendarme Jean Gilbert qui remet le message de la reine au chevalier.

## 30 août 1793
Le chevalier de Rougeville reparaît le surlendemain avec Jean-Baptiste Michonis et ils règlent avec la reine tous les détails de l'évasion, qui doit s'effectuer dans la nuit du 2 au 3 septembre 1793. Le couple de concierges Richard, ainsi que la femme de journée Marie Harel sont dans le secret. Le chevalier de Rougeville détient 400 louis d'or et 10 000 livres d'assignats destinés à acheter les gardiens de la Conciergerie.
En dépit de l'extrême faiblesse de la reine — épuisée par ses pertes de sang continuelles (elle souffrait d'un fibrome à l'utérus) — il est convenu que la reine s'échappera, gagnera le château de Livry où se cache Madame de Jarjayes, puis de là s’enfuira vers l'Allemagne.

## Nuit du 2 au 3 septembre 1793
L'affaire est tout près de réussir. À l'heure fixée, la reine sort de son cachot, traverse la pièce où sont les gendarmes, pénètre dans la loge du concierge Richard, passe par deux guichets. Encore une grille à franchir et elle arrivera dans la cour de mai, puis sur l'actuel boulevard du Palais. Hélas, à ce moment, pris de peur ou voulant faire payer plus cher sa complicité, Jean Gilbert arrête la reine. Malgré ses supplications, les promesses des deux sauveteurs, il se refuse obstinément à lui laisser passer la grille. Marie-Antoinette voit ainsi s'effondrer sa dernière chance de liberté. Le chevalier de Rougeville et Jean-Baptiste Michonis se retirent et le gendarme Jean Gilbert reconduit la reine dans son cachot.
Jean Gilbert aurait pu garder le silence, mais de crainte que la tentative d'évasion ne s'ébruite, le gendarme soucieux de se dédouaner, adresse un rapport embarrassé à son supérieur, le lieutenant-colonel Dumesnil, où il dénonce tardivement les manigances de Jean-Baptiste Michonis et du chevalier de Rougeville. De plus, il révèle que la reine lui a confié un papier écrit à l'aide de piqûres d'épingles pour le chevalier de Rougeville. Mais le gendarme proteste qu'il s'est rendu à la Conciergerie et qu'il a déposé ce papier entre les mains du concierge Richard. Le lieutenant-colonel Dumesnil s'empresse d'alerter le Comité de sûreté générale. Celui-ci charge Jean-Pierre-André Amar, assisté du député Sevestre, de se rendre sans délai à la Conciergerie. Les deux membres du Comité de sûreté générale interrogent la reine. Harcelée de questions, elle répond évasivement, attentive à ne rien dire qui puisse incriminer personne. Le chevalier de Rougeville a pu fuir, mais Jean-Baptiste Michonis est arrêté (il sera guillotiné le 29 prairial an II, soit le 17 juin 1794). Les Richard sont chassés de la Conciergerie.
Faut-il apporter foi au témoignage du chevalier, alors qu'il est seul à rapporter l'entretien du 28 août 1793 ? La reine a-t-elle vraiment atteint la porte de la Conciergerie avant d'être arrêtée par l'un des gendarmes ? Quel est le degré exact de complicité de Jean-Baptiste Michonis dans cette ténébreuse entreprise ? L'historienne Marine Grey, dans son Hébert : le Père Duchesne, agent royaliste, écrit que le révolutionnaire aurait participé à ce plan d'évasion de la reine.